# Stanley Griswold
Stanley Griswold, född 14 november 1763 i Torrington, Connecticut, död 21 augusti 1815 i Shawneetown, Illinoisterritoriet, var en amerikansk politiker (demokrat-republikan). Han representerade delstaten Ohio i USA:s senat från maj till december 1809.
Griswold utexaminerades 1786 från Yale College. Han studerade sedan teologi och arbetade som pastor i Connecticut. Han bodde sedan i New Hampshire och i Michiganterritoriet. Han flyttade 1808 till Ohio och efterträdde följande år Edward Tiffin som senator. Han efterträddes senare samma år av Alexander Campbell. Griswold var federal domare i Illinoisterritoriet från 16 mars 1810 fram till sin död.